# Ciobănoaia
Ciobănoaia – wieś w Rumunii, w okręgu Buzău, w gminie Merei. W 2011 roku liczyła 144 mieszkańców.